# Jon Amad
Jon Amad é um fotógrafo investigador brasileiro, que atua para varias organizações entre elas a ONG espanhola Igualdad Animal, notório por seus registros de maus tratos a animais ao redor do mundo. De acordo com reportagem publicada no jornal Zero Hora, o fotógrafo está sendo acusado de associação ilícita e invasão de propriedade. Sobre este mesmo tópico, o jornal espanhol ABC publicou declaração de um juiz afirmando que as ações do ativista "não são ecologia, causam terror, e algumas fazendas foram obrigados a fechar, como resultado dessas ações".

## Biografia
Nascido Jonas Amadeo Lucas na cidade gaúcha de Santa Cruz do Sul, Jon viveu alguns anos em Porto Alegre, onde se envolveu com artes cênicas. Contudo, desde 2007 vive em Madri, no santuário-escola El Hogar ProVegan.
Em 2008 começa a colaborar com a organização espanhola Igualdad Animal como fotografo investigativo participando de investigações diversas como por exemplo sobre a indústria suína ou mesmo o uso de animais em zoológicos. Participa de dezenas de diferentes investigações por todo o mundo para diferentes ONGs, Algumas se podem ver na sua página The Animal Day mas a maioria é publicada de forma anônima para garantir sua segurança e a continuidade do trabalho.
Como necessita de equipamentos robustos, capazes de resistir às condições inóspitas onde parte das fotos é tirada, suas principais câmeras são uma Nikon D4, com as objetivas 14-24mm 2.8, 17-55mm 2.8, 24-70mm 2.8, 70-200mm 2.8, uma Fujifilm FinePix S5-Pro e uma GoPro, além de câmeras escondidas.
| “ | Viajo por todo o mundo registrando os maus tratos, o que acontece nas granjas por trás das paredes dos matadouros. Meu trabalho se embasa no respeito e é um trabalho totalmente pacífico. Buscamos informar e educar. | ” |